# Ligula intestinalis
Ligula intestinalis är en plattmaskart som först beskrevs av Carl von Linné 1758.  Ligula intestinalis ingår i släktet Ligula och familjen Diphyllobothriidae. Inga underarter finns listade i Catalogue of Life.

## Bildgalleri

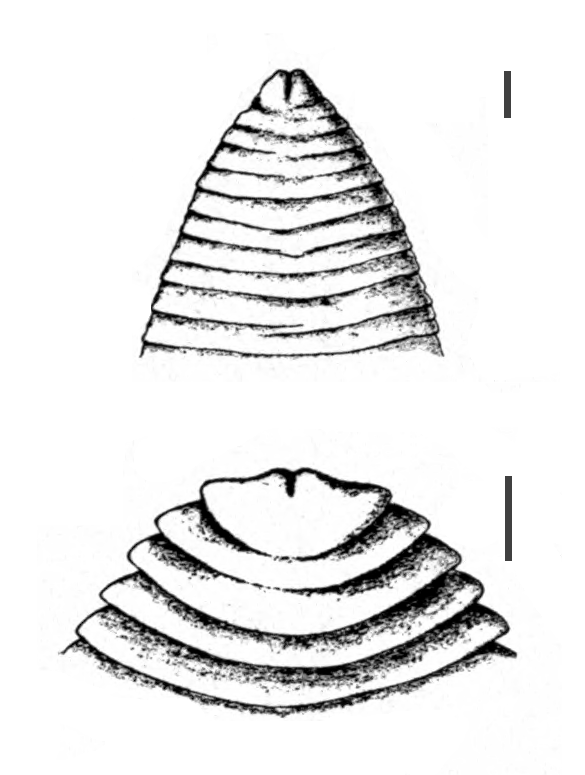